# Mary Murphy
Mary Murphy (26. ledna 1931 – 4. května 2011) byla americká filmová a televizní herečka.

## Život

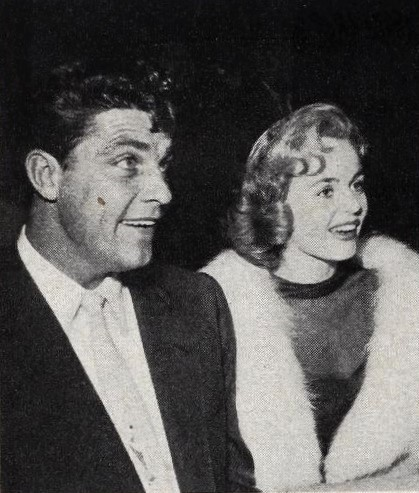
Mary Murphyová se svým prvním manželem Dalem Robertsonem (1954)

### Mládí a začátek kariéry
Narodila se 26. ledna 1931 ve Washingtonu, jako druhé ze tří dětí Jamese Victora Murphyho a jeho manželky. O šest měsíců později se s rodinou přestěhovala na předměstí Clevelandu v Ohiu, kde poté strávila většinu dětství. V devíti letech jí však zemřel otec a brzy poté se s matkou odstěhovaly na jih Kalifornie, kde později vystudovala střední školu University High School v Los Angeles. Po absolvovaní v roce 1949 si našla práci jako balička balíků v luxusním obchodním domě Saks Fifth Avenue v Beverly Hills.
Jednoho dne se v nedaleké kavárně seznámila s hledačem talentů Miltonem Lewisem od filmového studia Paramount Pictures. Ten ji nabídl pozvání na konkurz do studia a na jaře 1951 se tak předvedla na kamerových zkouškách a uspěla. Hned poté jí byla také přiřazena tisková mluvčí, která dostala za úkol prezentovat její jméno a tvář veřejnosti. Po podepsání smlouvy začala dostávat také různá herecká, taneční i hlasová školení a v svou hereckou kariéru zahájila jako komparzistka v komediálním muzikálu The Lemon Drop Kid (1951). V této pozici následně prošla i spoustou dalších filmů a zahrála si také ve stínu největších hvězd studia jako byli Bob Hope, Joan Fontaine, Dean Martin, Janet Leighová či Tony Curtis.
Její první hlavní role přišla po dvou letech s romantickým muzikálem Main Street to Broadway (1953), kde ztvárnila venkovskou dívku, která již vzdala svůj sen stát se herečkou. Z filmu se kasovní trhák sice nestal, ale Mary na sebe upoutala pozornost řady producentů. Téhož roku ji nakonec obsadili i do road movie Divoch (1953), který měl na Maryinu kariéru významný dopad. Z filmu o nepřátelství mezi motorkářskými gangy se nakonec stal jeden z nejdiskutovanějších snímků 50. let
V kariéře pokračovala dalšimi úspěšnými snímky jako Předmostí (1954) s Tonym Curtisem a Frankem Lovejoyem, The Mad Magician (1954) s Vincentem Pricem nebo Sedící býk (1954) s Dalem Robertsonem. Během natáčení Sedícího býka se s Dalem Robertsonem romanticky zapletla a 3. června 1956 se nakonec vzali. O šest měsíců později však bylo jejich manželství anulováno. 
V druhé polovině 50. let se objevila například ve westernech A Man Alone (1955) s Rayem Millandem a Lee Van Cleefem a The Maverick Queen (1956) s Barbarou Stanwyckovou, ve film-noiru Hodiny zoufalství (1955) s Humphrey Bogartem či v dramatu The Intimate Stranger (1956) s Richardem Basehartem. Ke konci dekády ji však začala kariéra pomalu upadat. Místo filmů se proto zaměřila na televizi a během 60. let se objevila ve 24 televizních seriálech a jen ve dvou filmech. V naprosté většině seriálů si však zahrála pouze v jedné epizodě, kromě westernového seriálu Laramie (1961), kde si zahrála dokonce ve dvou. 
Sedm let po dramatu Harlow (1965) se však rozhodla znovu oživit svou hereckou kariéru a objevila se v dalším dramatu Junior Bonner (1972) se Stevem McQueenem. Tento film se však stal jejím posledním a po televizním filmu Katherine svou hereckou kariéru v roce 1975 definitivně ukončila. V pozdějších letech se věnovala ekologii a po dobu také pracovala v umělecké galerii v Los Angeles.

### Osobní život
Jejím prvním manželem se stal 3. června 1956 její herecký kolega Dale Robertson, ale po půl roce bylo jejich manželství anulováno. O šest let později se vdala podruhé, za šéfa obchodního řetězce Alana Spechta, se kterým se jí narodila dcera Stephanie. Rozvedli se v roce 1967.
Mary Murphyová zemřela 4. května 1956 v Beverly Hills ve věku 80 let.

## Filmografie

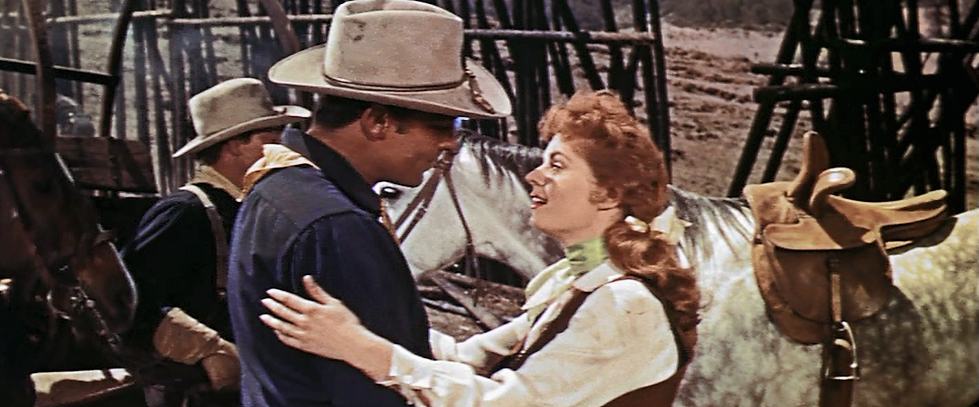
Mary Murphy ve filmu Sedící býk (1954)

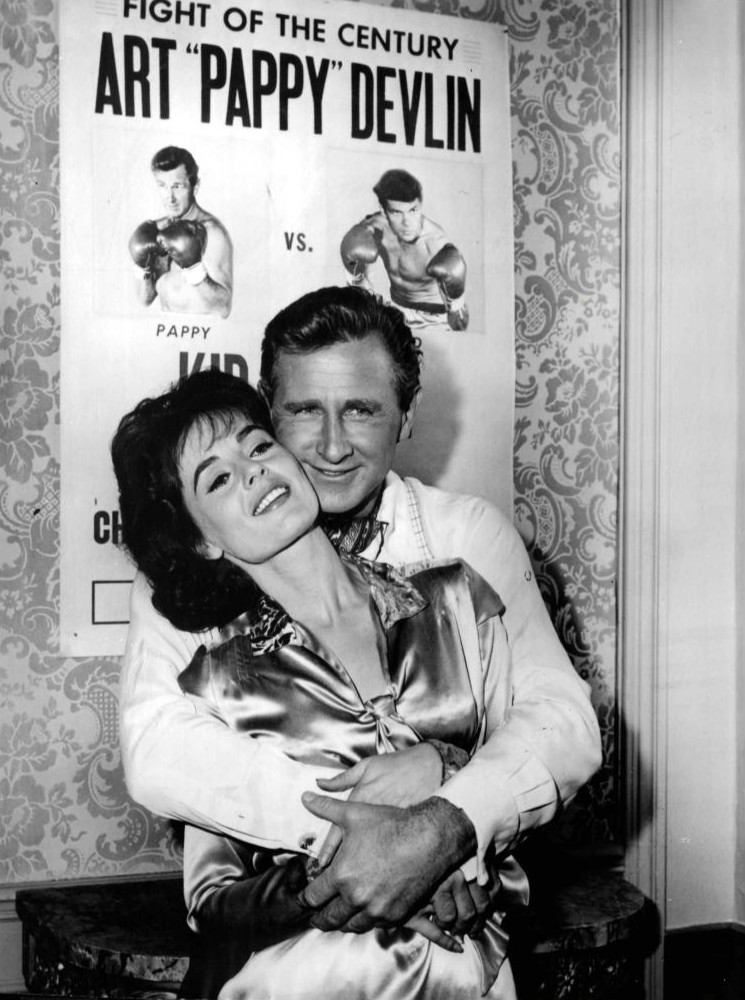
Mary Murphy v seriálu The Lloyd Bridges Show (1963)

### Filmy
- 1951 The Lemon Drop Kid (režie Frank Tashlin a Sidney Lanfield)
- 1951 Darling, How Could You! (režie Mitchell Leisen)
- 1951 When Worlds Collide (režie Rudolph Maté)
- 1951 Westward the Women (režie William A. Wellman)
- 1951 My Favorite Spy (režie Norman Z. McLeod)
- 1952 Sailor Beware (režie Hal Walker)
- 1952 Aaron Slick from Punkin Crick (režie Claude Binyon)
- 1952 Atomové město (režie Jerry Hopper)
- 1952 Carrie (režie William Wyler)
- 1952 The Turning Point (režie William Dieterle)
- 1953 Off Limits (režie George Marshall)
- 1953 Main Street to Broadway (režie Tay Garnett)
- 1953 Divoch (režie László Benedek)
- 1954 Předmostí (režie Stuart Heisler)
- 1954 Make Haste to Live (režie William A. Seiter)
- 1954 The Mad Magician (režie John Brahm)
- 1954 Sedící býk (režie Sidney Salkow)
- 1955 Hell's Islands (režie Phil Karlson)
- 1955 A Man Alone (režie Ray Milland)
- 1955 Hodiny zoufalství (režie William Wyler)
- 1956 The Maverick Queen (režie Joseph Kane)
- 1956 The Intimate Stranger(režie Joseph Losey a Alec C. Snowden)
- 1958 Escapement (režie Montgomery Tully)
- 1958 Live Fast, Die Young (režie Paul Henreid)
- 1959 Crime & Punishment, USA (režie Denis Sanders)
- 1962 Two Before Zero (režie William D. Faralla)
- 1962 40 Pounds of Trouble (režie Norman Jewison)
- 1965 Harlow (režie Gordon Douglas)
- 1972 Junior Bonner (režie Sam Peckinpah)
- 1974 I Love You... Good-bye (režie Sam O'Steen)

### TV filmy
- 1972 Footsteps (režie Paul Wendkos)
- 1974 The Stranger Who Looks Like Me (režie Larry Peerce)
- 1974 Born Innocent (režie Donald Wrye)
- 1957 Katherine (režie Jeremy Kagan)

### Seriály
- 1956 Cavalcade of America (1 epizoda, režie William A. Seiter)
- 1957 Matinee Theater (1 epizoda)
- 1957 Schlitz Playhouse of Stars (1 epizoda, režie David Butler)
- 1958 Wagon Train (1 epizoda, režie Mark Stevens)
- 1959 The Restless Gun (1 epizoda, režie Edward Ludwig)
- 1959 Alcoa Theatre (1 epizoda, režie Elliot Silverstein)
- 1959 The Detectives (1 epizoda, režie Stuart Rosenberg)
- 1960 The Millionaire (1 epizoda, režie Joe Parker)
- 1960 Black Saddle (1 epizoda, režie David Lowell Rich)
- 1960 The Tab Hunter Show (1 epizoda, režie Norman Tokar)
- 1960 The Westerner (1 epizoda, režie Elliot Silverstein)
- 1961 Hong Kong (1 epizoda, režie Paul Henrich)
- 1961 Laramie (2 epizody, režie Lesley Selander)
- 1961 The Rebel (1 epizoda, režie Bernard L. Kowalski)
- 1961 Alfred Hitchcock Presents (1 epizoda, režie Don Weis)
- 1961 The Investigators (1 epizoda, režie Joseph H. Lewis)
- 1961 Alcoa Premiere (1 epizoda, režie Richard Carlson)
- 1962 Perry Mason (1 epizoda, režie Arthur Marks)
- 1963 The Lloyd Bridges Show (1 epizoda, režie John Cassavetes)
- 1963 Show Dicka Powella (1 epizoda, režie Bernard L. Kowalski)
- 1963 Dr. Kildare (1 epizoda, režie Elliot Silverstein)
- 1963 Redigo (1 epizoda, režie Richard C. Sarafian)
- 1964 Arrest and Trial (1 epizoda, režie Ralph Senensky)
- 1964 Breaking Point (1 epizoda, režie Elliot Silverstein)
- 1965 The Outer Limits (1 epizoda, režie Gerd Oswald)
- 1965 The Fugitive (1 epizoda, režie Sutton Roley)
- 1965 Honey West (1 epizoda, režie Murray Golden)
- 1966 Family Affair (1 epizoda, režie William D. Russell)
- 1967 Laredo (1 epizoda, režie Gene Nelson)
- 1967 Death Valley Days (1 epizoda, režie Jean Yarbrough)
- 1968 I Spy (1 epizoda, režie Christian Nyby)
- 1972 Ghost Stor (1 epizoda, režie Walter Doniger)
- 1973–1974 Ironside (2 epizody, režie Don Weis)
- 1974 Harry O (1 epizoda, režie Paul Wendkos)
- 1974 V ulicích San Francisca (1 epizoda, režie Virgil W. Vogel)
- 1974 Kodiak (1 epizoda, režie Sutton Roley)